# PKP ET41 sorozat
Az PKP ET41 sorozat egy lengyel kétszekciós Bo Bo'+Bo'Bo' tengelyelrendezésű 3000 V DC áramrendszerű villamosmozdony-sorozat. A mozdonyból összesen 200 db készült a Cegielski gyárban. Az ET41 egy módosított  PKP EU07 sorozatú mozdonyból lett kialakítva, úgy, hogy 2 mozdonyszekrényt összekapcsoltak. Nehéz tehervonati mozdonynak használták.
| Mozdonyszám | Gyártó           | Gyártási év | Darabszám |
| ----------- | ---------------- | ----------- | --------- |
| 001 – 200   | Cegielski Poznań | 1977 – 1983 | 200       |

## Napjainkban
A PKP ET41-es sorozatot főleg nehéz szénvonatok vontatására használják Szilézia és Gdynia, Szczecin kikötői között. De ritkán személyvonatot is vontatnak vele.
| Mozdonyszám | Üzemeltető | Megjegyzések |
| --- | ---------- | ------------ |
| 021, 032, 049, 051, 052, 070, 074, 077, 078, 084, 086, 090, 094, 100, 101, 102, 104, 105, 110, 118, 121, 123, 129, 136, 137, 139, 151, 152, 159, 162, 168, 169, 176, 182, 186, 188, 191 | Czechowice |              |
| 009, 012, 041, 125, 138, 146, 180, 181, 183, 184, 185, 189, 190, 192, 193, 194, 195, 196, 197, 198                                                                                      | Czerwieńsk |              |
| 002, 005, 006, 007, 008, 016, 018, 022, 027, 031, 040, 043, 045, 050, 061, 062, 071, 072, 093, 107, 109, 117, 120, 122, 124, 127, 160, 161, 165, 166, 167, 177, 199                     | Łazy       |              |
| 010, 015, 035, 044, 060, 063, 064, 076, 081, 091, 099, 103, 128, 143, 148, 154, 171, 187                                                                                                | Nowy Sącz  |              |
| 004, 017, 025, 026, 029, 034, 037, 038, 047, 053, 059, 065, 066, 067, 068, 069, 075, 079, 087, 089, 092, 096, 113, 115, 130, 131, 132, 133, 134, 135, 157, 163, 172, 173, 174, 175, 179 | Skarżysko  |              |
| 001, 030, 042, 048, 054, 058, 095, 108, 141, 142, 144, 145, 149, 150, 153, 156, 170, 200                                                                                                | Wrocław    |              |